# コイビト遊戯
コイビト遊戯(コイビトゆうぎ)とは、2007年8月24日にPIL/SLASHから発売されたボーイズラブゲームである。テーマはヘンタイでシナリオ、原画は丸木文華。

## ストーリー
九州に転勤する両親の反対を押し切り、東京で一人暮らしをすることになった藍川裕太。仕送りがないために日々掛け持ちバイトに明け暮れる極貧生活だったが、裕太の兄でエリートの周平と同居することになる。生活水準は一気に向上したものの、次第に心配性で過保護な兄の干渉に辟易し疲弊していく。追いつめられた裕太は幼なじみの廣瀬諒に助けを求める。快諾した諒がとった行動は初め成功の兆しをみせたが、それは却ってより裕太を追いつめる新たな脅威のきっかけとなってしまう。
やがて隠されていたそれぞれの思惑はヒートアップして、無防備で無警戒な裕太を狙って動き出していく。

## 登場人物
藍川裕太(声優：瀧川大輔)
本作の主人公で、楽才学園1年生。帰宅部。童顔で小動物系。
父親の転勤に反発し、1人東京に居残ったため仕送りを止められ、貧乏な生活を送るようになる。そのため、バイト三昧で遅刻が多く、いつもお腹を空かせている。明るく人を疑うことを知らない純粋な性格で、あらゆる人種の庇護欲をそそり惹きつけてしまう。そのため、危険な目に遭っているが、本人は自覚が無い。 ストレスがかかると熱が出てしまう虚弱な体質。
廣瀬諒(声優：平井達矢)
1年生で陸上部。裕太の幼なじみでクラスメイト。
父は大学教授で母親が茶道の家元という裕福な家庭で育つ。本人も茶道をしており、次期当主。そのためか、潔癖症でやや神経質な所があり、警戒心がない裕太のことをとても心配しており、お節介なほど世話を焼いてしまう。モラルのない人が嫌いで、裕太の兄・周平とは犬猿の仲。
滝沢蓮(声優：花山啓冶)
裕太のクラスメイトで、売れっ子のモデル。
父親は芸能プロダクションの経営、母親は女優という芸能一家であり、金持ちで派手。 母親がロシアとのハーフのクォーター。小さい頃からモデルをしており、業界に染まっている。 学校にはたまに顔を出す程度で周りには女の子しかいない浮いた存在だが、なぜか懐いてくる裕太が物珍しい。
櫻井啓寿(声優：富士爆発)
裕太のクラスメイトで、唯一の写真部員。眼鏡が特徴。
学年一の秀才だが、無口で人を寄せ付けない雰囲気がある。両親、長女とも医師で大きな総合病院を経営しており、 次姉は小説家。周囲の人には無関心だが、小動物が好きで、部室にゲルプという名前のインコを飼っている。小動物じみた裕太に興味をそそる。
芳賀伊吹(声優：ヘルシー太郎)
裕太のクラスメイトで、バスケ部。
スポーツ万能でバスケ部でも期待されている。また、空手も小さい頃から習っており有段者。父子家庭の男ばかりの家庭で育ち学校でも部活の友人といつもつるんでおり、恋愛にあまり興味がない。熱血漢で正義感があり、皆に頼られるリーダータイプだが、思いこみが激しい。理屈をこねる人が苦手。
藍川周平(声優：氷河流])
裕太の実兄。
父が役員を務める、大手百貨店営業部勤務。実力もあるため順調に出世中である。北海道から東京に栄転し、それを機に裕太と念願の同居を果たす。幼い頃から裕太を溺愛し、裕太以外のことに余り興味がない。モテるので女性には不自由しないが、恋愛には醒めている。
和泉澤大貴(声優：浅野要二)
櫻井の幼なじみ。
難関名門校の条南学園の優等生。真面目で明るい性格で、常に柔和な笑顔を浮かべている。読書が趣味で、櫻井の部屋によく本を借りに来る。
KOKI(声優：犬野忠輔)
滝沢のモデル仲間。
赤く染めた髪に派手なファッションでどこにいても目立つ存在。キレやすいが、なぜか普段は外見に似つかわしくないオネエ言葉で話す。初対面の裕太に一目惚れ(?)する。トムヤムクンなどの激辛の食べ物が好物。鬼畜ルートでは凄まじい一面を見せる。

## ドラマCD
- コイビト遊戯ドラマCD Vol.1 滝沢漣×藍川裕太編 南国ロマンス
- コイビト遊戯ドラマCD Vol.2 廣瀬諒×藍川裕太編 夕暮れ 同上発売
- コイビト遊戯ドラマCD Vol.3 和泉澤大貴×藍川裕太編 夏のせいかしら!?